# 竹尋村
竹尋村（たけひろむら）は、広島県深安郡にあった村。現在の福山市の一部にあたる。

## 地理
神辺平野（福山平野）の東部から南東部に位置していた。

## 歴史
- 1889年（明治22年）4月1日、町村制の施行により、安那郡八尋村、上竹田村、下竹田村が発足[3]。
- 1898年（明治31年）10月1日、郡の統合により上記3村は深安郡に所属[3]。
- 1941年（昭和16年）2月11日、上記3村が合併し竹尋村が発足[1][2]。旧村名を継承した八尋、上竹田、下竹田の3大字を編成[2]。
  - 同年、下竹田郵便局が竹尋郵便局に改称[2]。
- 1954年（昭和29年）3月31日、深安郡神辺町、竹尋村、中条村、道上村、御野村、湯田村と合併し、神辺町が存続して廃止された[1][2]。

### 地名の由来
合併各村の各一文字を組み合わせたもの。

## 産業
- 農業、畜産。